# 2983 Poltava
A 2983 Poltava (ideiglenes jelöléssel 1981 RW2) a Naprendszer kisbolygóövében található aszteroida. Nyikolaj Sztyepanovics Csernih fedezte fel 1981. szeptember 2-án. Poltava ukrán városról nevezték el.